# أرزان
أرزان (Arazan) هي جماعة قروية في إقليم تارودانت بجهة سوس ماسة في المغرب. وهي تضم 7883 نسمة، حسب الإحصاء العام للسكان والسكنى لسنة 2024.
يقع مركز الجماعة على الطريق الوطنية رقم 10، ويبعد عن مدينة تارودانت بـ 30 كلم.
منطقة أرزان من المناطق الفلاحية النشيطة في جهة سوس ماسة.  تتميّز بتنوع محاصيلها الزراعية، خاصة الحبوب، الخضروات، والزيتون،  مستفيدة من مناخها المعتدل وتربة خصبة.  
يُشكّل النشاط الفلاحي العمود الفقري لاقتصاد المنطقة،  حيث يعتمد عليه عدد كبير من السكان المحليين.

## دواوير الجماعة
- دوار أرزان (مركز الجماعة)
- دوار الجرف
- دوار أيت ياسين
- دوار تكانت نيصافورن
- دوار أيت بورزك
- دوار أيت إبورك
- دوار ماوت
- دوار إمي نتزكي
- دوار أكني أنومان
- دوار أيت إغير
- ميكريزن
- أيت سليمان
- أيت بن احماد
- أيت واموش
- بن علي
- واحليبا
- تضافت
- أوزاعن
- تناعورت

## التاريخ
كانت المدينة موطنًا لعدد كبير من اليهود الأمازيغ حتى رحيلهم إلى إسرائيل في منتصف الستينيات. تم ترميم الكنيسة (الملاح) كان يحتفظ به السكان المحليون في عام 2010.

## التعليم
قائمة المؤسسات التعليمية في جماعة أرزان:
- مجموعة مدارس المهدي بن تومرت (المركزية: أرزان / الوحدات: أغوديد - تناعورت)
- مجموعة مدارس عمار بن ياسر (المركزية: الجرف / الوحدات: تكاديرت - ماوت - اكني ومان)
- مجموعة مدارس واحليبا (المركزية: واحليبا / الوحدات: تكانت نيصافورن - أيت بورزك - أيت واموش - ميكريزن - أيت بنعلي)
- ثانوية الرازي (أرزان)

## الصحة
يتوفر مركز الجماعة على مركز صحي مع وحدة التوليد، وصيدلية.

## النقل والطرق
تقوم شركة حافلات الكرامة بتوفير خط مباشر يربط بين أرزان وتارودانت. ينطلق هذا الخط من تارودانت قرب المدار الطرقي المعديات بساحة 20 غشت، ويمر بكل من أيت إيعزة، افريجة ثم أرزان، وينتهي في منطقة بونيت الجرف.